# ベッドフォード (バージニア州)
ベッドフォード（英: Bedford）は、アメリカ合衆国バージニア州の町。ベッドフォード郡の郡庁所在地である。2010年国勢調査での人口は6,222人だった。広域ではリンチバーグ都市圏に属している。2011年以前は独立市であった。

## 歴史
2011年9月14日、ベッドフォード市政委員会は独立市を返上し、町政に移管することを票決した。ベッドフォード郡郡政委員会は、市が独立市でなくなったときに、郡の一部として受け入れることを票決した。。2013年7月1日にベッドフォード郡の一部となった。

## 地理
ベッドフォードは 北緯37度20分4秒 西経79度31分22秒 / 北緯37.33444度 西経79.52278度 に位置する。
アメリカ合衆国国勢調査局に拠れば、市域全面積は6.9平方マイル (18 km2) であり、このうち陸地が6.9平方マイル (18 km2)、水域率は0.14%である
ベッドフォードはオッター峰の麓に位置している。

## 人口動態
以下は2000年国勢調査による人口統計データである。
| 基礎データ - 人口: 6,299人 - 世帯数: 2,519 世帯 - 家族数: 1,592 家族 - 人口密度: 353人/km2（915人/mi2） - 住居数: 2,702軒 - 住居密度: 151軒/km2（392軒/mi2） 人種別人口構成 - 白人: 75.33% - アフリカン・アメリカン: 22.38% - ネイティブ・アメリカン: 0.24% - アジア人: 0.57% - 太平洋諸島系: 0.08% - その他の人種: 0.24% - 混血: 1.16% - ヒスパニック・ラテン系: 0.89% 年齢別人口構成 - 18歳未満: 21.6% - 18-24歳: 7.2% - 25-44歳: 27.8% - 45-64歳: 20.7% - 65歳以上: 22.6% - 年齢の中央値: 41歳 - 性比（女性100人あたり男性の人口） - 総人口: 90.6 - 18歳以上: 85.4 | 世帯と家族（対世帯数） - 18歳未満の子供がいる: 27.7% - 結婚・同居している夫婦: 43.0% - 未婚・離婚・死別女性が世帯主: 17.2% - 非家族世帯: 36.8% - 単身世帯: 33.0% - 65歳以上の老人1人暮らし: 15.7% - 平均構成人数 - 世帯: 2.26人 - 家族: 2.87人 収入と家計 - 収入の中央値 - 世帯: 28,792米ドル - 家族: 35,023米ドル - 性別 - 男性: 28,668米ドル - 女性: 18,065米ドル - 人口1人あたり収入: 15,423米ドル - 貧困線以下 - 対人口: 19.7% - 対家族数: 15.4% - 18歳未満: 29.4% - 65歳以上: 11.1% |

## 経済

### 主要雇用主
ベッドフォード市の2010年包括的財務報告書に拠れば、市内の主要雇用主は次の通りである。
| 順位 | 雇用主                             | 従業員数 |
| ---- | ---------------------------------- | -------- |
| 1    | ベッドフォード記念病院             | 335      |
| 2    | ベッドフォード郡公共教育学区       | 315      |
| 3    | サム・ムーア・ファニチャー         | 230      |
| 4    | ブルックス・フード・グループ       | 175      |
| 5    | ベッドフォード・ウィービング       | 150      |
| 6    | シンタス                           | 130      |
| 7    | ロングウッド・インダストリーズ     | 125      |
| 8    | スミス・カンパニーズ               | 120      |
| 9    | エルクス・ナショナル・ホーム       | 85       |
| 10   | ウィーラブレイター・アブレイシブズ | 50       |

## Dデイ記念碑
市内には国立Dデイ記念碑がある（国立という言葉が付いているが、非政府非営利の教育基金が所有し維持している）。アメリカ合衆国議会はこの記念碑が国のD-デイ記念碑であることを保証し、ビル・クリントン大統領は1996年9月にこの件を承認した。ジョージ・W・ブッシュ大統領は2001年6月6日に、この記念碑が国のD-デイ記念碑であることを宣言した。ベッドフォード市出身の兵士がノルマンディ上陸作戦で多くの比率で失われており、これは国内の他の町よりも多かった。すなわち1944年のベッドフォード市人口は約3,200人であり、市出身兵士19人がD-デイに戦死した。この作戦の後半でさらに3人が死亡した。その結果人口当たり比率で、国内の町では最も大きな戦死率となった。
ベッドフォード市とベッドフォード郡はフランスのノルマンディ海岸にある11の町との関係を続けている。姉妹都市であるフランスのトレヴィエールは、第一次世界大戦記念像の正確なレプリカをベッドフォードに贈った。その像の顔は、第二次世界大戦でアメリカ軍がその町を取り返した時に砲弾で損傷した。ベッドフォードに贈られた像はその傷も再現しており、国立D-デイ記念碑の敷地に立てられている。市の近くにはトーマス・ジェファーソンの隠棲地だったポプラフォレストがある。

## 国際的な友好関係
- イングランド、デヴォン州アイビーブリッジ、2004年調印[6]